# 벨기에의 유로 주화
벨기에의 유로 주화 앞면에는 벨기에의 국왕인 필리프의 초상화가 그려져 있다. 주화에는 유럽 연합의 상징인 12개의 별과 발행 연도가 쓰여져 있다.

## 벨기에의 유로 주화 디자인

### 1번째 시리즈 (1999년 ~ 2007년)
| € 0.01                              | € 0.02 | € 0.05          |
| ----------------------------------- | ------ | --------------- |
|                                     |        |                 |
| 알베르 2세 국왕의 초상화와 모노그램 |        |                 |
| € 0.10                              | € 0.20 | € 0.50          |
|                                     |        |                 |
| 알베르 2세 국왕의 초상화와 모노그램 |        |                 |
| € 1.00                              | € 2.00 | € 2 주화 모서리 |
|                                     |        | 2와 별 2개      |
| 알베르 2세 국왕의 초상화와 모노그램 |        |                 |

### 2번째 시리즈 (2008년 ~ 2013년)
각 나라의 유로 주화 디자인에 대한 일반적인 지침을 준수하기 위해 벨기에 정부는 2008년부터 생산되는 유로화 주화의 표면에 새겨지는 벨기에를 나타내는 디자인을 바꿨다. 과거 디자인이 사용된 옛 주화도 통용된다.
변경 사항은 다음과 같다.
- 주화 안쪽에는 알베르 2세 국왕의 초상화가 그려져 있다.
- 초상화 오른쪽에는 알베르 2세 국왕을 뜻하는 모노그램이 새겨져 있으며 하단에는 벨기에를 뜻하는 머리글자인 "BE"가 표시되어 있다.
- 초상화 하단 왼쪽에는 조폐국의 서명이 오른쪽에는 조폐국 로고가 새겨져 있으며 초상 가운데에는 발행 연도가 새겨져 있다.
- 주화 바깥쪽에는 유럽기에 그려져 있는 12개의 별이 그려져 있다.

| € 0.01                              | € 0.02 | € 0.05          |
| ----------------------------------- | ------ | --------------- |
|                                     |        |                 |
| 알베르 2세 국왕의 초상화와 모노그램 |        |                 |
| € 0.10                              | € 0.20 | € 0.50          |
|                                     |        |                 |
| 알베르 2세 국왕의 초상화와 모노그램 |        |                 |
| € 1.00                              | € 2.00 | € 2 주화 모서리 |
|                                     |        | 2와 별 2개      |
| 알베르 2세 국왕의 초상화와 모노그램 |        |                 |

### 3번째 시리즈 (2014년 ~ 현재)
| € 0.01                          | € 0.02 | € 0.05          |
| ------------------------------- | ------ | --------------- |
|                                 |        |                 |
| 필리프 국왕의 초상화와 모노그램 |        |                 |
| € 0.10                          | € 0.20 | € 0.50          |
|                                 |        |                 |
| 필리프 국왕의 초상화와 모노그램 |        |                 |
| € 1.00                          | € 2.00 | € 2 주화 모서리 |
|                                 |        | 2와 별 2개      |
| 필리프 국왕의 초상화와 모노그램 |        |                 |